# Jean-Luc Girard
Jean-Luc Girard, né le 22 novembre 1965 à Paris, est un ancien joueur professionnel devenu entraîneur.

## Biographie
Formé à Maurepas, Rambouillet puis au Paris SG à partir de 1981, Girard est un milieu de terrain prometteur, sélectionné en équipe de France junior. D'un gabarit modeste, il brille par contre par son adresse technique.
En 1986, barré dans le club parisien qui évolue en D1, il rejoint l'AS Red Star FC 93 en deuxième division, où il réalise toute sa carrière de joueur professionnel. De 1986 à 1997, il joue majoritairement en Division 2 (le club n'évolue en D3 qu'entre 1987 et 1989).
Après sa retraite sportive en 1997, il intègre le staff technique du club audonien. Il en est l'entraîneur à plusieurs reprises : de novembre 1998 à l'été 2000 (assisté de Pierre Repellini pour la 2e saison), puis d'octobre à décembre 2000 et en 2001-2002. En janvier 2002, il est diplômé du DEF (Diplôme d'entraîneur de football). Nommé directeur sportif en décembre 2003 (alors que le club a chuté en Division d'honneur et a été rebaptisé Red Star FC 93), il redevient l'entraîneur de février 2004 à l'été 2006, période pendant laquelle il remporte le championnat de Division d'honneur de Paris en 2005 et le Groupe A de CFA 2 en 2006.
De juillet 2006 à octobre 2007 il entraîne le Pau FC, en National. De 2011 à 2014, il dirige l'Union Sportive Moissy Cramayel - Sénart qu'il maintient en CFA 2. En 2014-2015, il dirige l'US Ivry, en CFA. Depuis quelques années, il dirige le Racing Club 78 Neauphle Pontchartrain.

## Statistiques
Girard dispute 267 matchs en D2, et de l'ordre de 330 matchs toutes compétitions confondues.

| Saison                | Club                  | Championnat           | Championnat | Championnat | Coupe(s) nationale(s) | Coupe(s) nationale(s) | Total | Total |
| Saison                | Club                  | Division              | M.          | B.          | M.                    | B.                    | M.    | B.    |
| 1984-1985             | Paris SG              | D1                    | 1           | 0           | -                     | -                     | 1     | 0     |
| 1985-1986             | Paris SG              | D1                    | 0           | 0           | -                     | -                     | 0     | 0     |
| 1986-1987             | Red Star 93           | D2                    | 20          | 0           | -                     | -                     | 20    | 0     |
| 1987-1988             | Red Star 93           | D3                    |             |             | -                     | -                     | 0     | 0     |
| 1988-1989             | Red Star 93           | D3                    |             |             | -                     | -                     | 0     | 0     |
| 1989-1990             | Red Star 93           | D2                    | 21          | 0           | 1                     | 0                     | 22    | 0     |
| 1990-1991             | Red Star 93           | D2                    | 33          | 1           | 1                     | 1                     | 34    | 2     |
| 1991-1992             | Red Star 93           | D2                    | 28          | 2           | 4                     | 0                     | 32    | 2     |
| 1992-1993             | Red Star 93           | D2                    | 30          | 3           | -                     | -                     | 30    | 3     |
| 1993-1994             | Red Star 93           | D2                    | 40          | 3           | 2                     | 0                     | 42    | 3     |
| 1994-1995             | Red Star 93           | D2                    | 36          | 5           | 2                     | 0                     | 38    | 5     |
| 1995-1996             | Red Star 93           | D2                    | 39          | 4           | 2                     | 0                     | 41    | 4     |
| 1996-1997             | Red Star 93           | D2                    | 20          | 0           | 3                     | 0                     | 23    | 0     |
| Total sur la carrière | Total sur la carrière | Total sur la carrière | 268         | 18          | 15                    | 1                     | 283   | 19    |